# Cantone di Masseube
Il Cantone di Masseube era una divisione amministrativa dell'arrondissement di Mirande.
A seguito della riforma approvata con decreto del 26 febbraio 2014, che ha avuto attuazione dopo le elezioni dipartimentali del 2015, è stato soppresso.

## Composizione
Comprendeva i comuni di:
- Arrouède
- Aujan-Mournède
- Aussos
- Bellegarde
- Bézues-Bajon
- Cabas-Loumassès
- Chélan
- Cuélas
- Esclassan-Labastide
- Lalanne-Arqué
- Lourties-Monbrun
- Manent-Montané
- Masseube
- Monbardon
- Monlaur-Bernet
- Mont-d'Astarac
- Monties
- Panassac
- Ponsan-Soubiran
- Saint-Arroman
- Saint-Blancard
- Samaran
- Sarcos
- Sère